# Gare de Viviez-Decazeville
A Gare de Viviez-Decazeville egy vasútállomás Franciaországban, Viviez településen.

## Vasútvonalak
Az állomást az alábbi vasútvonalak érintik:
- Capdenac-Rodez-vasútvonal

## Kapcsolódó állomások
A vasútállomáshoz az alábbi állomások vannak a legközelebb:
- Gare d’Aubin (Gare de Rodez)
- Gare de Capdenac (Gare de Capdenac)